# Missões diplomáticas do Paraguai

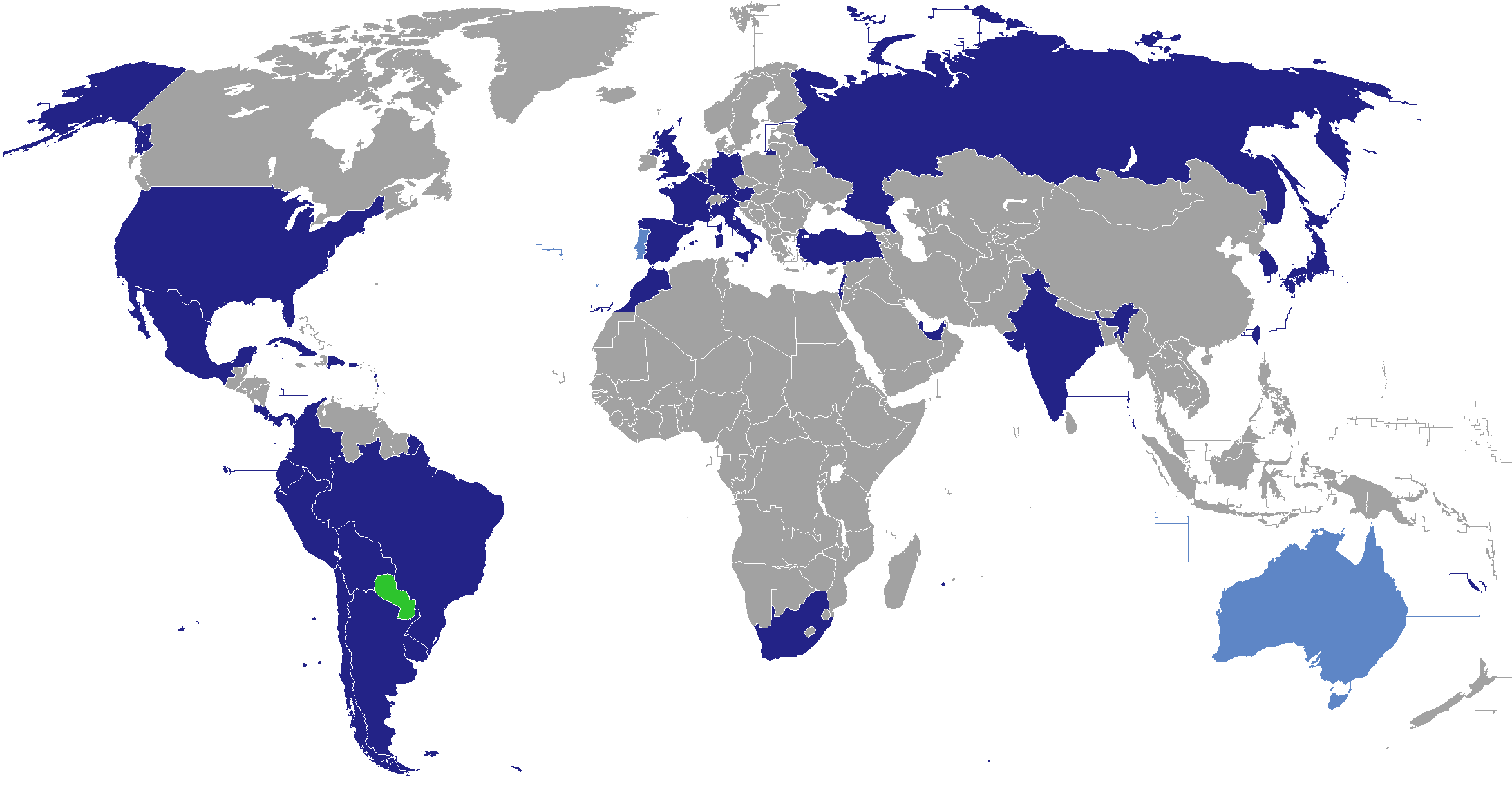
Mapa de países com missões diplomáticas paraguaias
Paraguai
Embaixada
Consulado-Geral

Paraguai é o único país na América do Sul quem mantém uma embaixada em Taiwan em vez da China. Abaixo se encontram as embaixadas e consulados do Paraguai:

## África

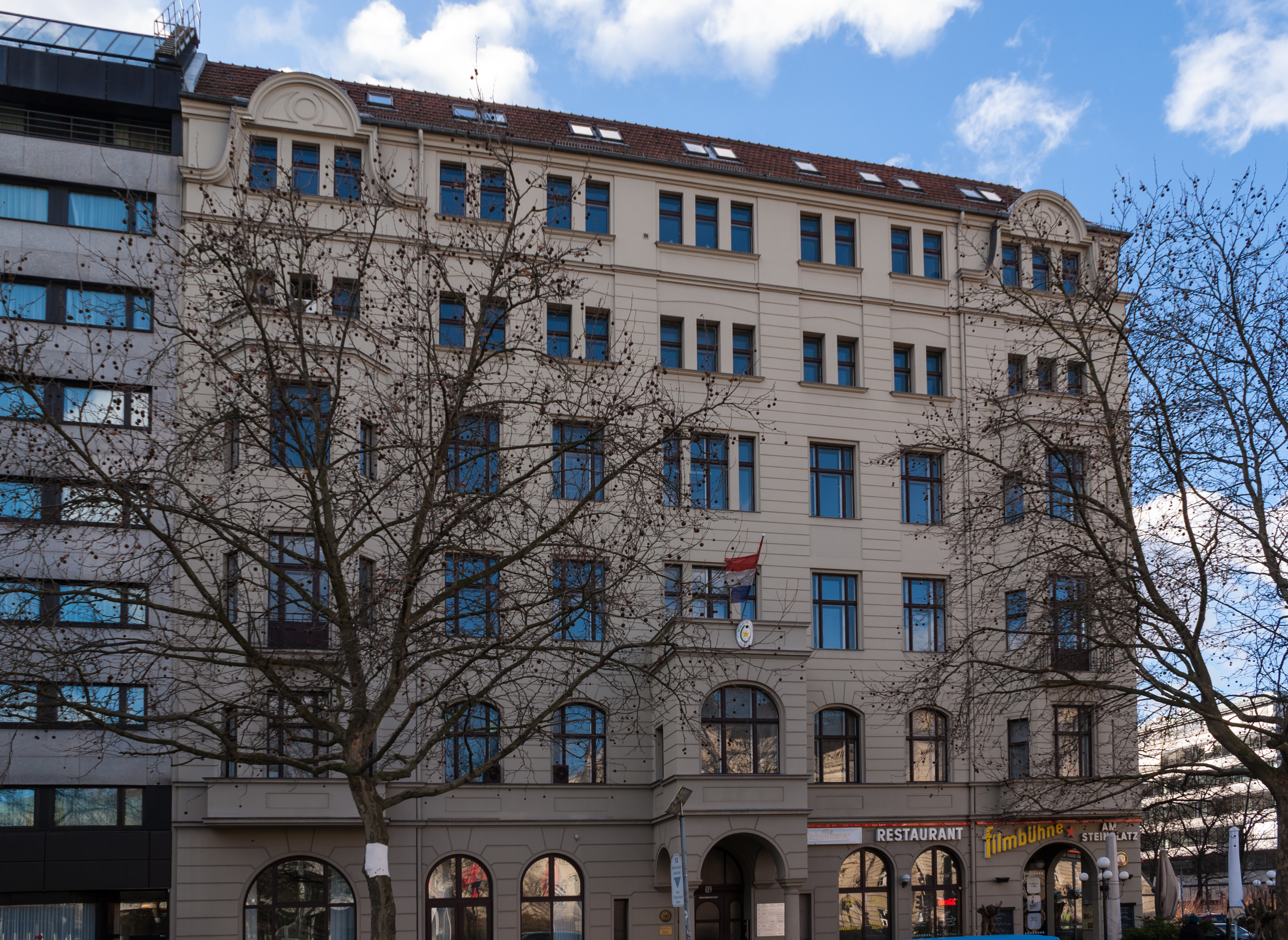
Embaixada do Paraguai em Berlim

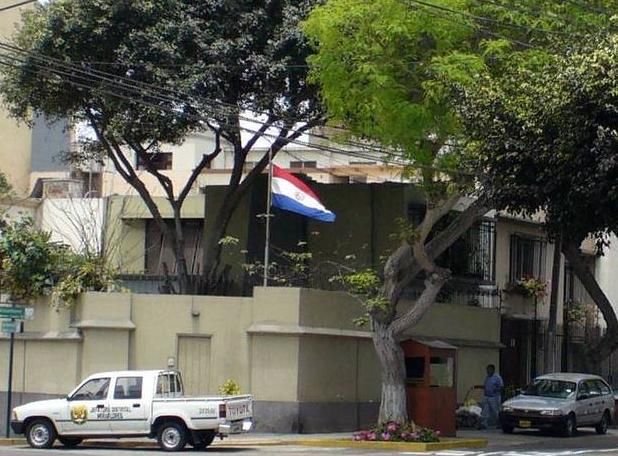
Embaixada do Paraguai em Lima

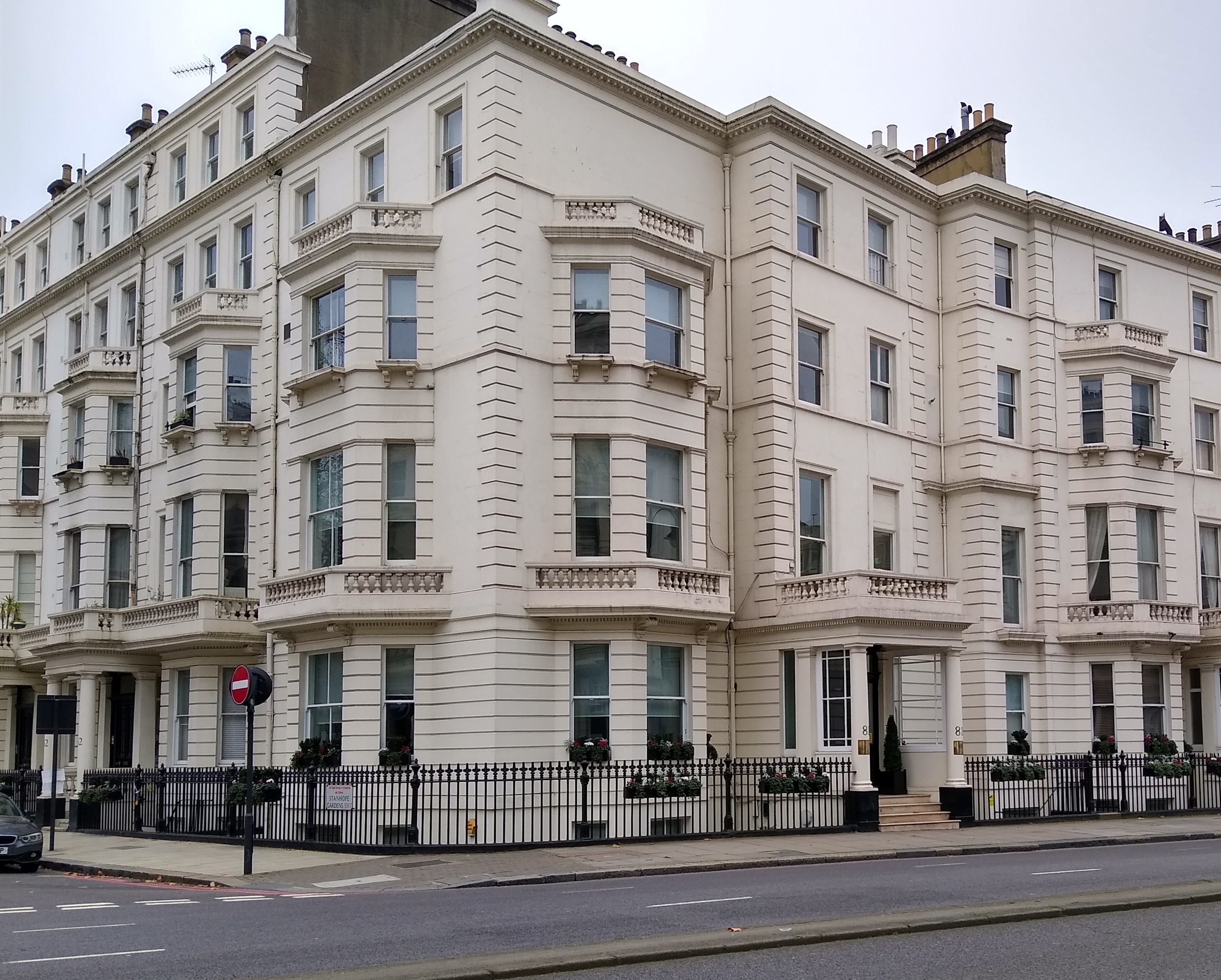
Embaixada do Paraguai em Londres

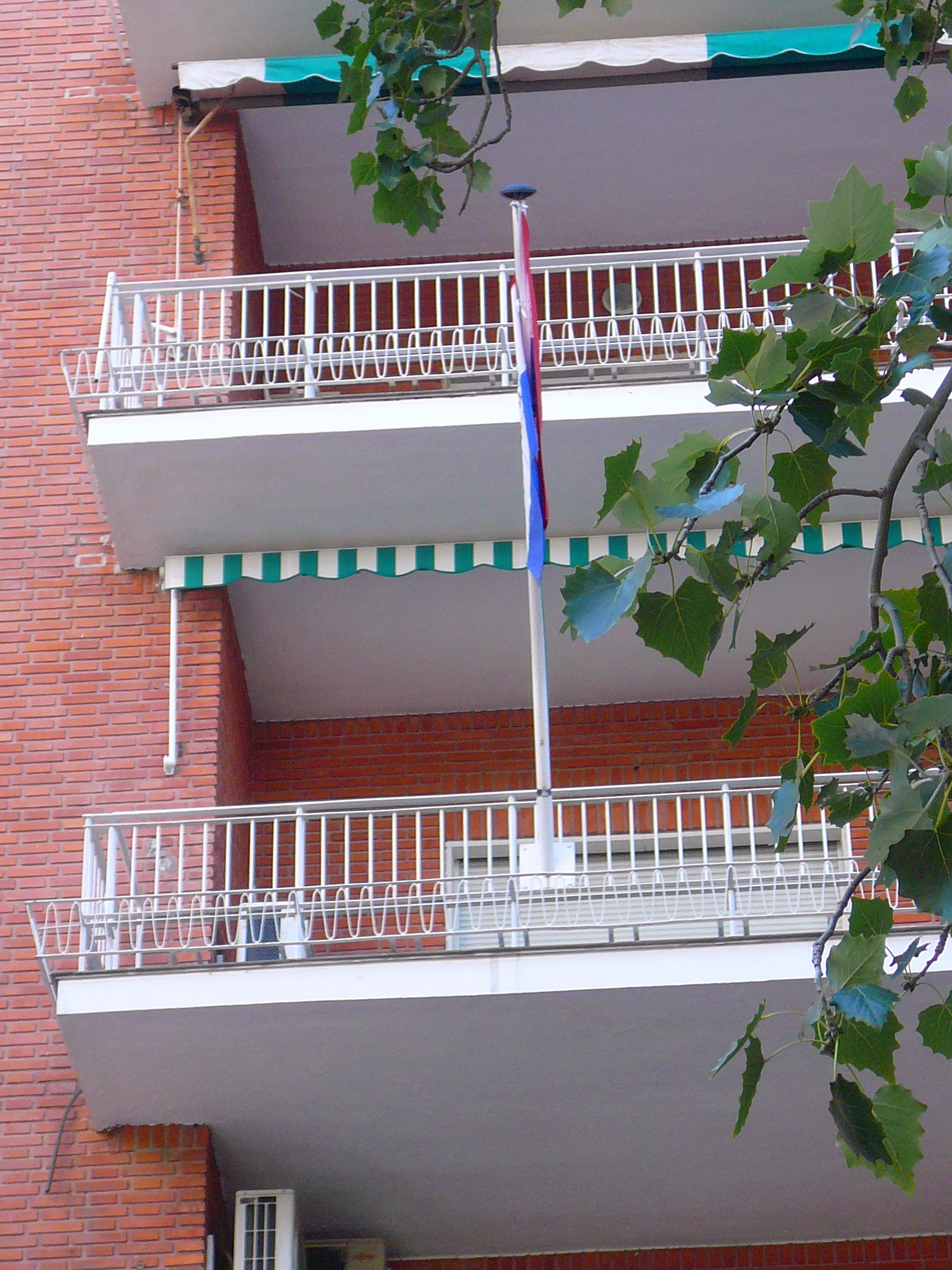
Embaixada do Paraguai em Madrid

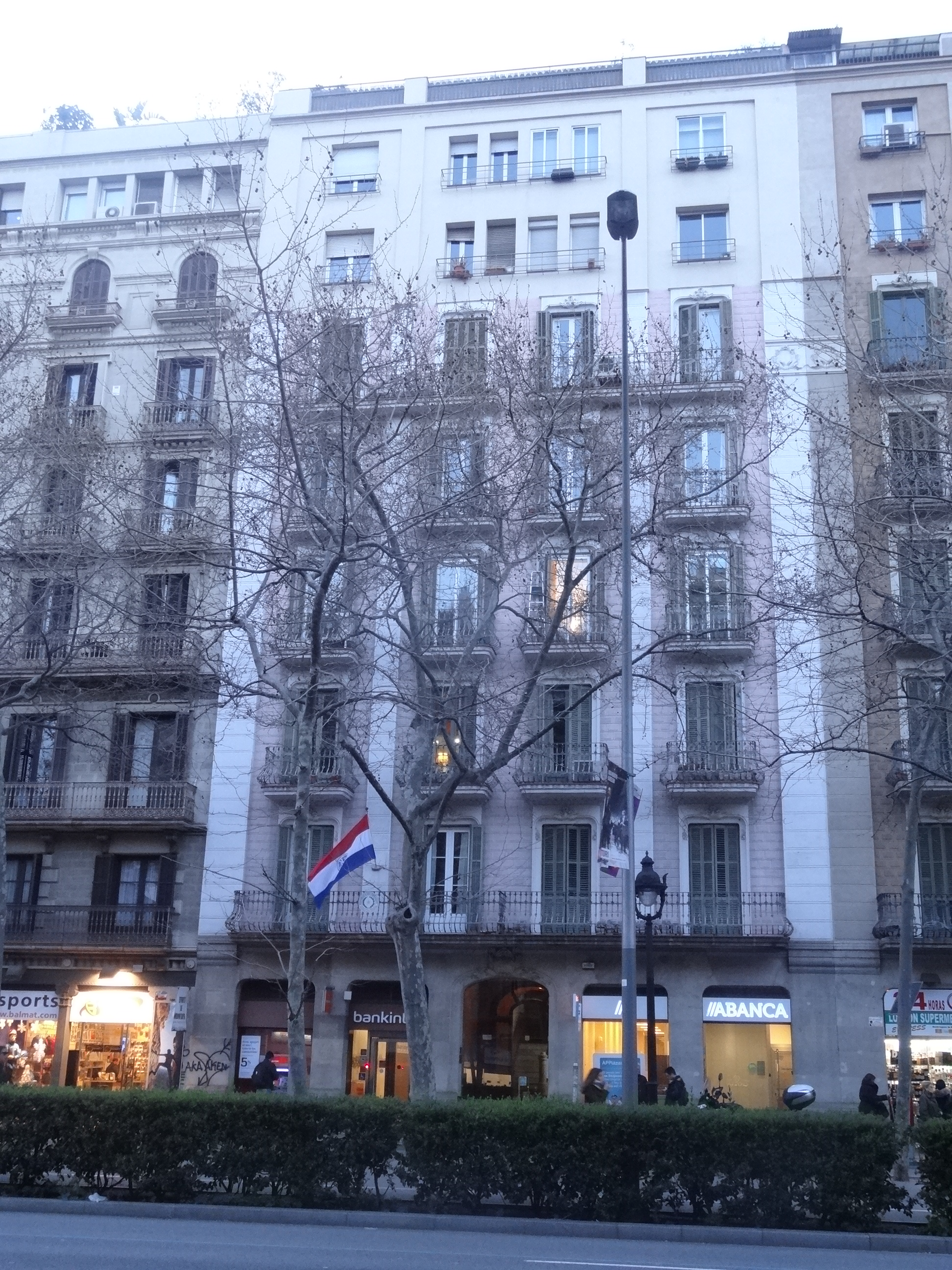
Consulado-Geral do Paraguai em Barcelona

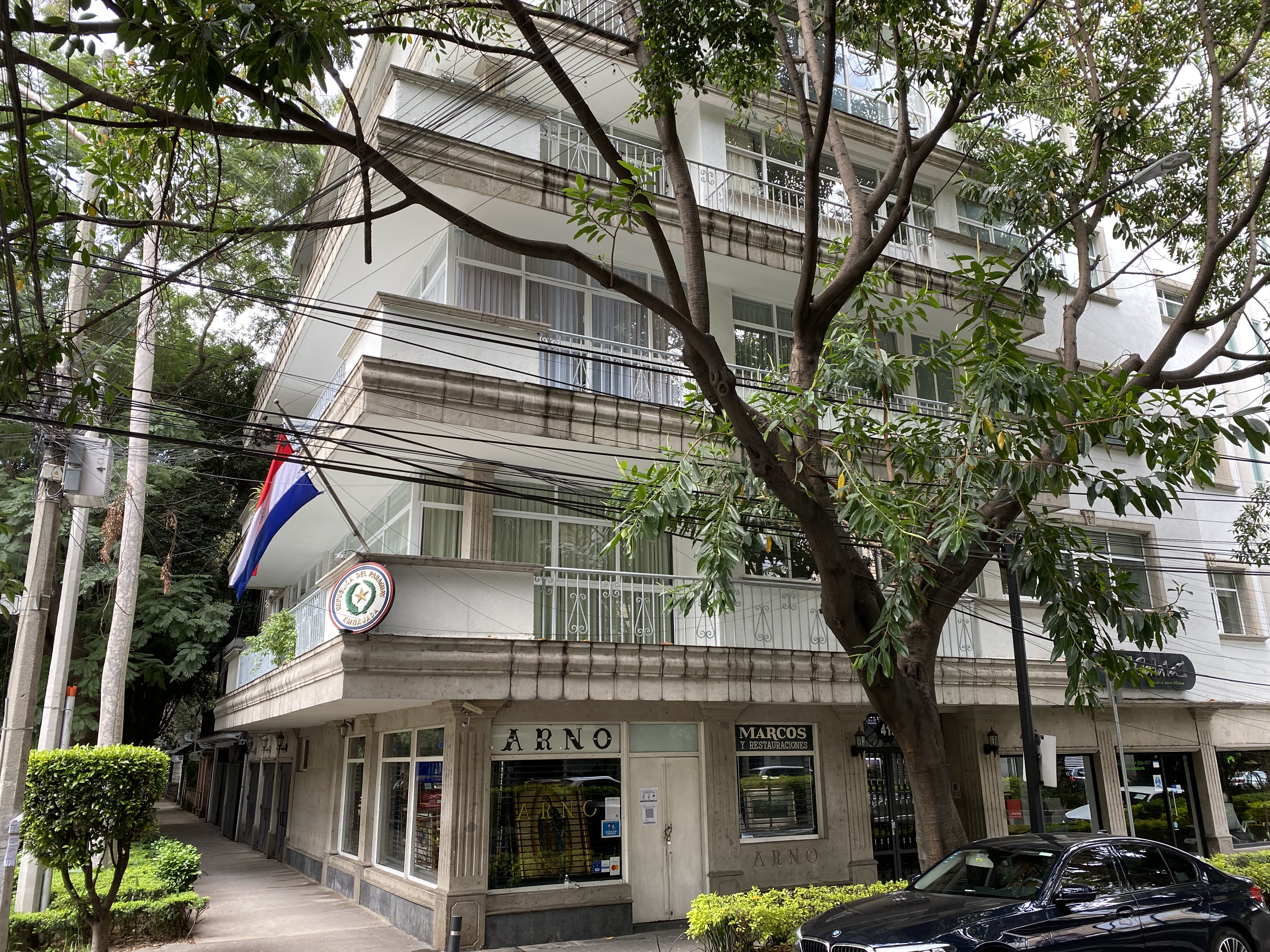
Embaixada do Paraguai em Cidade do México

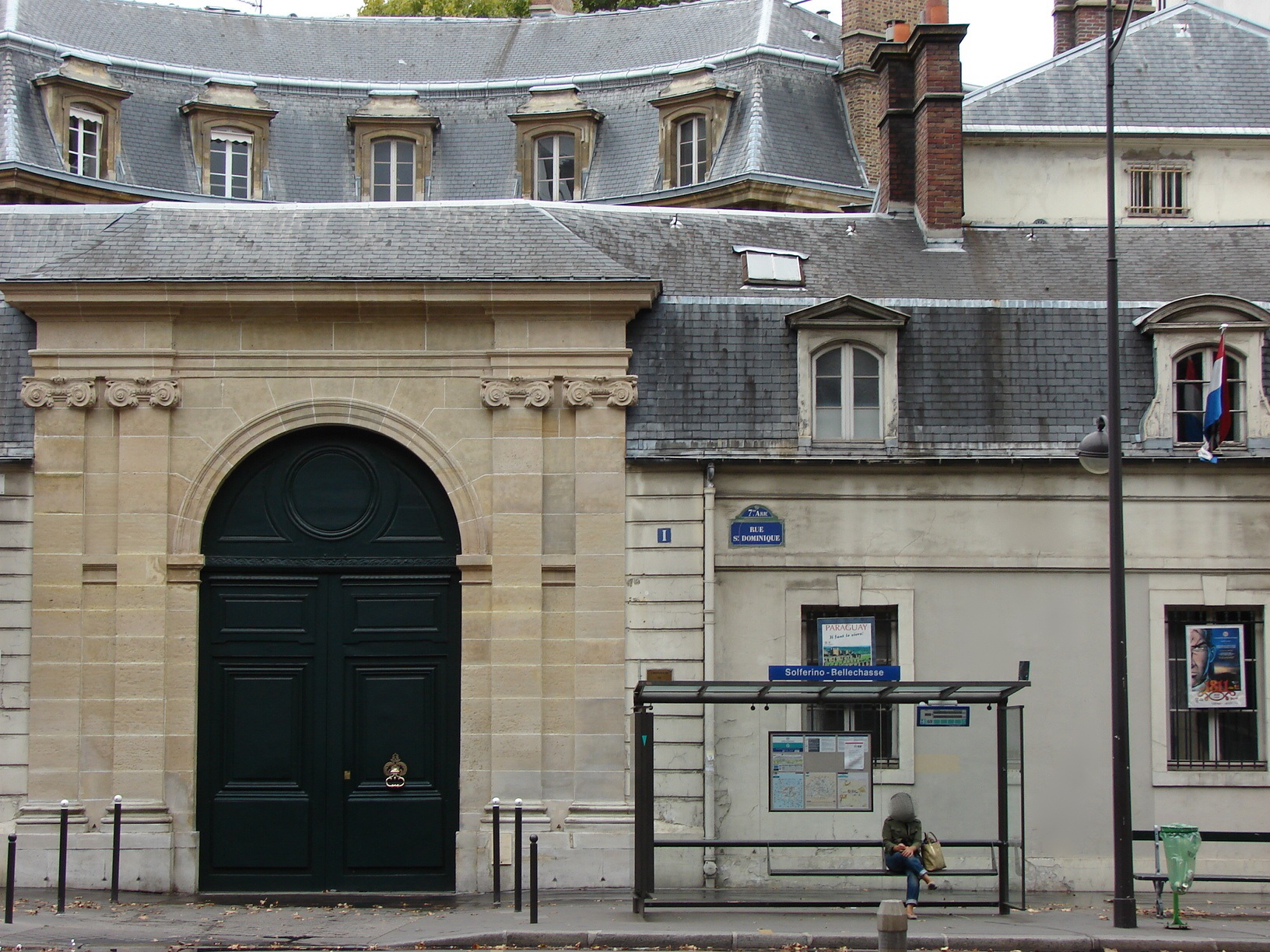
Embaixada do Paraguai em Paris

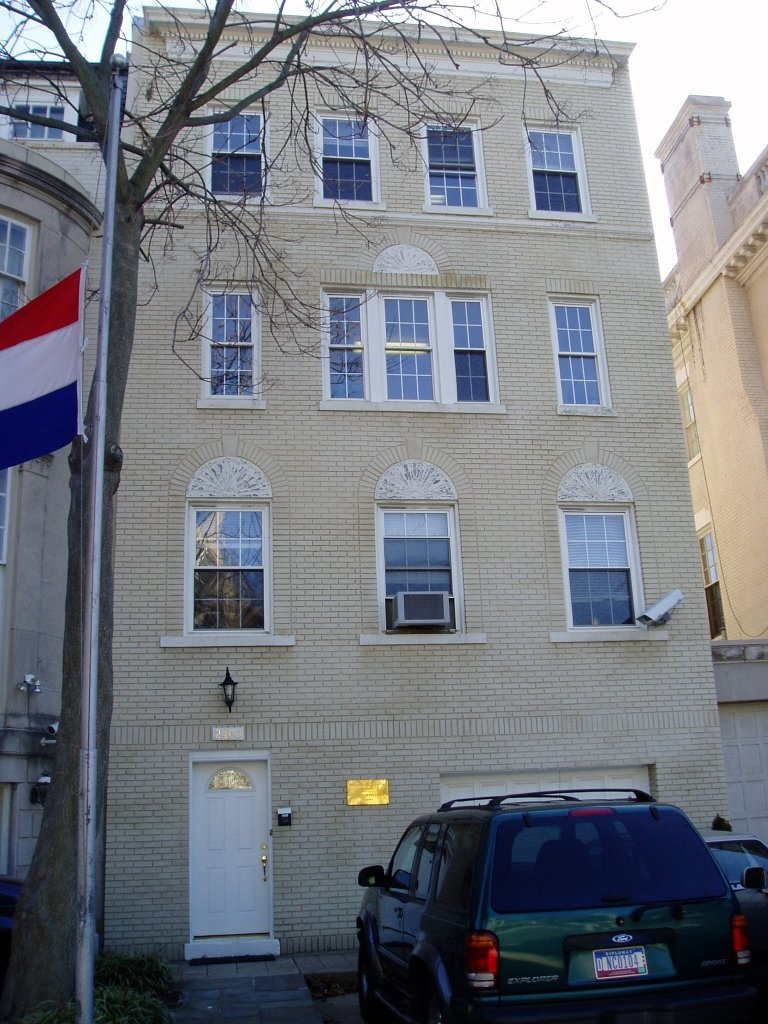
Embaixada do Paraguai em Washington, DC

- África do Sul
  - Pretória (Embaixada)
- Egito
  - Cairo (Embaixada)
- Marrocos
  - Rabat (Embaixada)

## América
- Argentina
  - Buenos Aires (Embaixada)
  - Clorinda (Consulado)
  - Córdova (Consulado)
  - Formosa (Consulado)
  - Posadas (Consulado)
  - Puerto Iguazú (Consulado)
  - Resistencia (Consulado)
  - Rosario (Consulado)
- Bolívia
  - La Paz (Embaixada)
  - Santa Cruz de la Sierra (Consulado-Geral)
  - Villamontes (Consulado)
- Brasil
  - Brasília (Embaixada)
  - Curitiba (Consulado-Geral)
  - Rio de Janeiro (Consulado-Geral)
  - São Paulo (Consulado-Geral)
  - Campo Grande (Consulado)
  - Foz do Iguaçu (Consulado)
  - Guaíra (Consulado)
  - Paranaguá (Consulado)
  - Ponta Porã (Consulado)
  - Porto Alegre (Consulado)
  - Santos (Consulado)
- Canadá
  - Ottawa (Embaixada)
- Chile
  - Santiago de Chile (Embaixada)
  - Iquique (Consulado)
- Colômbia
  - Bogotá (Embaixada)
- Costa Rica
  - San José (Embaixada)
- Cuba
  - Havana (Embaixada)
- Equador
  - Quito (Embaixada)
- Estados Unidos
  - Washington, DC (Embaixada)
  - Los Angeles (Consulado-Geral)
  - Miami (Consulado-Geral)
  - Nova Iorque (Consulado-Geral)
- México
  - Cidade do México (Embaixada)
- Panamá
  - Cidade do Panamá (Embaixada)
- Peru
  - Lima (Embaixada)
- República Dominicana
  - Santo Domingo (Embaixada)
- Uruguai
  - Montevidéu (Embaixada)

## Ásia
- Catar
  - Doha (Embaixada)
- Coreia do Sul
  - Seul (Embaixada)
- Índia
  - Nova Deli (Embaixada)
- Israel
  - Jerusalém (Embaixada)
- Japão
  - Tóquio (Embaixada)
- Líbano
  - Beirute (Embaixada)
- Taiwan
  - Taipei (Embaixada)

## Europa
- Alemanha
  - Berlim (Embaixada)
- Áustria
  - Viena (Embaixada)
- Bélgica
  - Bruxelas (Embaixada)
- Espanha
  - Madrid (Embaixada)
  - Barcelona (Consulado-Geral)
  - Málaga (Consulado-Geral)
- França
  - Paris (Embaixada)
- Itália
  - Roma (Embaixada)
- Portugal
  - Lisboa (Embaixada)
- Reino Unido
  - Londres (Embaixada)
- Rússia
  - Moscou (Embaixada)
- Santa Sé
  - Roma (Embajada)

## Oceania
- Austrália
  - Canberra (Embaixada)

## Organizações Multilaterais
- Bruxelas (Missão Permanente do Paraguai junto da União Europeia)
- Genebra (Missão Permanente do Paraguai junto das Nações Unidas e outras organizações internacionais)
- Montevidéu(Missão Permanente do Paraguai junto da ALADI e MERCOSUL)
- Nova Iorque (Missão Permanente do Paraguai junto das Nações Unidas)
- Paris (Missão Permanente do Paraguai junto da Unesco)
- Roma (Missão Permanente do Paraguai junto da Organização das Nações Unidas para a Alimentação e a Agricultura)
- Viena (Missão Permanente do Paraguai junto das Nações Unidas)
- Washington DC (Missão Permanente do Paraguai junto da Organização dos Estados Americanos)